# Rob Roy MacGregor
Robert Roy MacGregor (7 de marzo de 1671, 28 de diciembre de 1734) fue un proscrito escocés, que más tarde se convirtió en héroe popular. Algunos lo consideran el Robin Hood de los escoceses.

## Biografía conocida
Rob Roy es la adaptación al inglés de su nombre gaélico, Raibeart Ruadh (Roberto El Rojo, por tener el pelo de este color). Nació en Glengyle, en la zona de Loch Katrine (condado de Stirling), como demuestra el Registro de Bautismos de la parroquia de Buchanan, hijo de Donald Mc Gregor y Margaret Campbell. En enero de 1693 contrajo matrimonio en Glenarklet con Mary Helen MacGregor de Comar, nacida en la granja de Leny, distrito de Strathyre. El matrimonio tuvo cuatro hijos: James (conocido como Mór, que en gaélico significa grande o fuerte), Ranald, Coll y Robert (conocido como Robin Oig o Rob El Joven). También adoptaron a un primo, de nombre Duncan. 
Como muchos otros miembros de los clanes de las Highlands, a los 18 años Rob Roy acompañó a su padre a luchar en apoyo del rey católico Jacobo Estuardo contra el pretendiente protestante al trono, Guillermo de Orange. Aunque victorioso en las primeras batallas, el líder de la rebelión murió en combate y la derrota de los jacobitas fue casi inmediata. Acusado de dudosos cargos de traición, el padre de Rob fue encarcelado durante muchos años. La salud de la madre se quebrantó, muriendo mientras su marido se hallaba en prisión. Cuando Donald fue finalmente liberado, su esposa estaba muerta y su razón de vivir también. Donald MacGregor nunca recuperaría su afán ni su salud.
Rob Roy se convirtió en un ganadero conocido y respetado. En un tiempo en que el ganado era considerado como propiedad común y el robo de reses era frecuente, vender protección frente a esos robos era una forma habitual de ganarse la vida, algo a lo que Rob Roy se prestó.
En 1719, Rob Roy comandó a 80 hombres de su clan en la batalla de Glen Shiel entre los jacobitas escoceses, con el apoyo de España, y los ingleses.

## El conflicto con el duque de Montrose
Rob Roy pidió prestada una gran suma de dinero a James Graham, primer duque de Montrose, para aumentar su rebaño. La garantía del préstamo eran unas tierras propiedad de Rob, cuyo valor era muy superior al importe prestado. Debido a una artimaña del prestamista, que se las ingenió para robarle el dinero, Robert no pudo comprar el ganado con el que pensaba enriquecerse, lo que le impidió devolver la suma según lo convenido. A consecuencia de ello, Rob Roy se convirtió en un proscrito; su esposa e hijos fueron desahuciados de su casa en Inversnaid, que fue incendiada. 
Después de que el duque se apoderase de sus tierras, Rob Roy luchó para recuperarlas hasta 1722, cuando fue forzado a rendirse. Más tarde, el héroe fue encarcelado. En 1727 recibió el perdón real. 
Robert Roy McGregor murió en su hogar de Inverlochlarig Beg, Balquhidder, el 28 de diciembre de 1734.

## La leyenda
Esta historia atrajo la atención de muchos durante el siglo XVIII. En 1723, Daniel Defoe escribió una versión novelada de la vida de Rob Roy, titulada Highland Rogue, contribuyendo a agrandar su leyenda y a que Jorge I le concediera el perdón. La publicación de la obra Rob Roy de Walter Scott, en 1817, es otro ejemplo del enorme elenco de libros inspirados en este personaje. 
En 1995 se estrenó la película Rob Roy, dirigida por Michael Caton-Jones y protagonizada por Liam Neeson, que probablemente hizo que muchos redescubrieran a este héroe clásico de las Tierras Altas escocesas.